# Wassermühle Blumenau (Wunstorf)

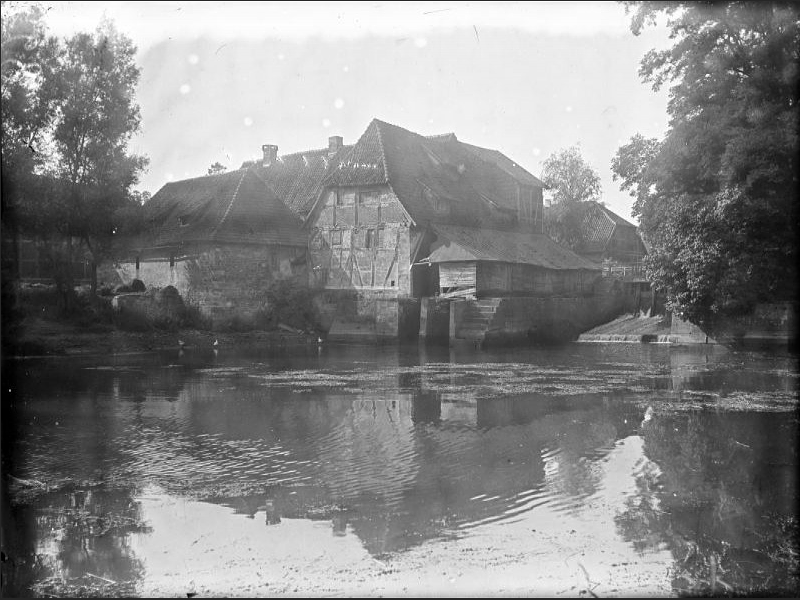
Wassermühle in Blumenau
(Aufnahme von Karl Grabenhorst, vor 1924)

Die Wassermühle Blumenau in Blumenau bei Wunstorf war eine jahrhundertelang an der Aue betriebene Wassermühle. Das in der Nähe des Amtshofes Blumenau gelegene technische Bauwerk war zugleich die Zwangsmühle für sämtliche Bauern in diesem Bereich, selbst wenn diese – wie beispielsweise im Dorf Limmer – fast 20 Kilometer von dieser Mühle entfernt wohnten.

## Geschichte
Ab der Mitte des 17. Jahrhunderts gab es immer wieder Auseinandersetzungen um den Mühlenzwang der Wassermühle Blumenau. 1651 ließ Georg Wilhelm, barock-absolutistischer Landesherr des Fürstentums Calenberg, den alten Wartturm auf dem Lindener Berg bei Hannover zu einer seinerzeit modernen Holländerwindmühle umbauen mit einem drehbaren Oberteil. Anschließend befahl er seinen Untertanen im Kirchspiel von Limmer sowie in den Dörfern Letter und Harenberg, ihr Getreide nun in Linden mahlen zu lassen. Dies führte jedoch zu Beschwerden des durch das Amt Blumenau beschäftigten – amtlichen – Müllers, der in der Folge nun wesentlicher Teile seines bisherigen Einkommens verlustig ging.
Die Bedeutung der Blumenauer Wassermühle ging auch in den Jahrzehnten nach 1651 weiter zurück, nachdem zusätzliche Mühlen bei Steinhude, Bordenau, Ostermunzel sowie vor dem Steintor und dem Calenberger Tor bei Hannover errichtet worden waren.
Noch um 1900 gab es eine Wassermühle in Blumenau, die als eine der touristischen Sehenswürdigkeiten des Ortes beispielsweise auf einer mehrfarbig lithografierten Ansichtskarte aus der hannoverschen Kunstanstalt Willy Hoehl abgebildet war.

## In der Literatur
Gerhard Johann David von Scharnhorst verfasste in seinem im Jahr 1788 erschienenen zweiten Teil des Handbuchs für Officiere in den anwendbaren Theilen der Krieges-Wissenschaften eine ausführliche Lagebeschreibung der Wassermühle Blumenau und der Gewässer in ihrer Umgebung.

## Archivalien
Archivalien von und über die Wassermühle Blumenau und Zusammenhänge finden sich beispielsweise
- in der Kartensammlung des Niedersächsischen Landesarchivs (Standort Hannover)
  - als Lageskizze der Blumenauer Stauschleuse bei Wunstorf aus der ersten Hälfte des 19. Jahrhunderts durch den Landbaumeister Georg Ludwig Comperl, Signatur NLA HA Kartensammlung Nr. 12 f Wunstorf 19 pk (alte Archivsignatur III 32320/98);[4]
  - als Projekt zum Umbau der Maschinenanlagen der Wassermühle zu Blumenau Maßstab : 1:110 Format : 58 × 95 cm von 1865, Signatur NLA HA Kartensammlung Nr. 13 f Blumenau 6 pg;
  - als Eisbrecher vor der Mühlenbrücke zu Blumenau aus dem 19. Jahrhundert, Signatur NLA HA Kartensammlung Nr. 13 f Blumenau 45 pk